# Mur d’Hannibal

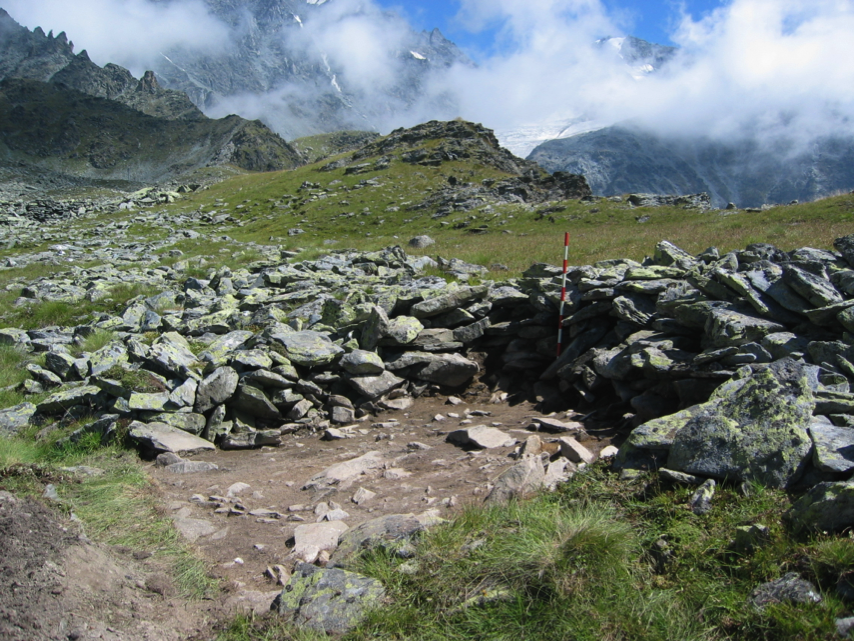
Mur d’Hannibal 2009: Sondierung zum Abschnitt M16, Blick nach Südosten

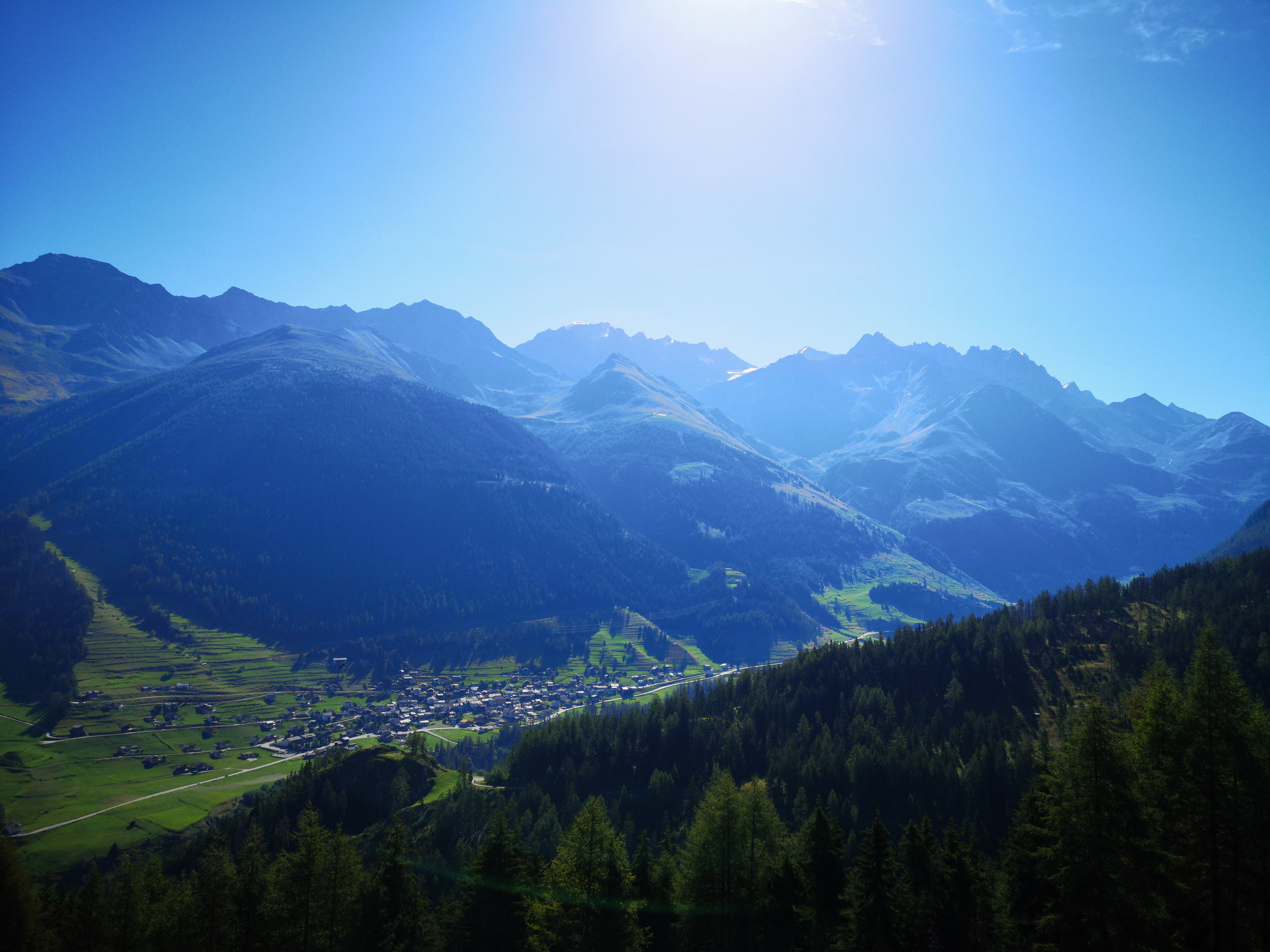
Übersichtsbild des Val d’Entremont, Mur d’Hannibal ist in der Bildmitte unter dem Petit Combin, links von der Pointe de Toules (annotiert)

Als Mur d’Hannibal (Hannibal-Mauer) werden die Überreste einer befestigten römischen Militärstellung aus den letzten beiden Dritteln des 1. Jahrhunderts v. Chr. bezeichnet. Sie liegen auf dem Gemeindegebiet von Liddes im Schweizer Kanton Wallis auf einer Höhe von 2643 m ü. M.

## Geschichte
Die französische Bezeichnung der archäologischen Fundstätte als Mur d’Hannibal (Hannibal-Mauer) stammt aus der lokalen mündlichen Überlieferung und wurde erstmals 1983 schriftlich erwähnt. Eine Anwesenheit des karthagischen Heerführers Hannibal an dem Ort während seiner Alpenüberquerung 218 v. Chr. wird jedoch ausgeschlossen, daher wird die Fundstätte im wissenschaftlichen Kontext als Mur (dit) d’Hannibal (sogenannte Hannibal-Mauer) bezeichnet. Sie liegt auf dem hoch gelegenen Geländesattel zwischen dem Westhang der Pointe de Boveire (3212 m ü. M.) und der vorgelagerten Pointe de Toules (2726 m ü. M.), westlich des Petit Combin (3668 m ü. M.).
Seine strategische Höhenlage erlaubte es, die Ostflanke des Val d’Entremont zu kontrollieren, indem die Hauptachse des Grossen St. Bernhards im Talboden sowie die Gebirgsübergänge westlich und östlich der Pointe de Barasson und des Col de Menouve, Col de Moline und Col d’Annibal überwacht wurden.
Die Mur d’Hannibal scheint in ein römisches Abwehrsystem integriert gewesen zu sein, das rund zehn Positionen zwischen dem Wallis und dem Aostatal umfasste. In den antiken Schriftquellen wird von drei römischen Militäroperationen berichtet, die zwischen 35 und 25 v. Chr. im heutigen Aostatal stattfanden, um den Keltenstamm der Salasser zu unterwerfen und die Kontrolle über die Pässe des Grossen und des Kleinen St. Bernhards zu erlangen. Diese Einsätze könnten die Anlage verschiedener Höhenstellungen wie der Mur d’Hannibal erklären, die in Sichtkontakt standen und ein Netzwerk zur Gebietskontrolle bildeten. Das Hauptelement der Stellung ist eine monumentale Trockensteinmauer von fast 270 Metern Länge, die ein 3500 Quadratmeter grosses befestigtes Gebiet umschliesst, das von einem Steilhang jenseits des Gipfels der Pointe des Toules begrenzt wird.
⊙
⊙
⊙
Die archäologischen Untersuchungen zwischen 2009 und 2016 lassen eine saisonale Präsenz von Hilfstruppen der römischen Armee vermuten. Es waren möglicherweise Kelten, die von Rom engagiert wurden, um dessen Interessen zu vertreten. Die freigelegten Hütten und Unterstände lassen annehmen, dass die Stelle zeitweise von etwa hundert Soldaten belegt wurde.
Neben einheimischer Keramik und Ausrüstung der römischen Soldaten (Schuhnägel usw.) wurde eine keltische Inschrift gefunden. Sie weist Ähnlichkeiten mit den Gegenständen der keltischen Stämme des Zentralwallis und des Chablais auf, die sich vermutlich seit der Schlacht von Octodurum im Jahr 57 v. Chr. unter römischer Kontrolle befanden. Möglicherweise hatten die Walliser den Römern für diese Feldzüge Hilfstruppenkontingente zur Verfügung gestellt. Die dortigen Fundstücke wurden auf die Zeit von 50 bis 15 v. Chr. datiert. Sie dürften von der höchsten Stelle mit Besiedelungsspuren aus dieser Epoche in Europa sein.

## Inschrift
Die zweizeilige Inschrift auf einem Stein in einem kleinen Abri stellte lange Zeit ein Rätsel dar. Die Zeichen der Inschrift wurden von Sprachforschern der zweiten Phase des sogenannten lepontischen Alphabets zugeordnet, das zwischen dem 4. Jahrhundert v. Chr. und der ersten Hälfte des 1. Jahrhunderts n. Chr. datiert wird. Dies entspricht der archäologisch bezeugten Besetzung der Stätte in der zweiten Hälfte des 1. Jahrhunderts v. Chr.
Die Sprachforscher haben die obere Zeile als «poenino» transkribiert, was auf die keltische Gottheit Penninos oder Poininos/Poeninos/Poeninus hindeutet. Die zweite Zeile, als «ieuiseu» transkribiert, bleibt unbekannt; Keltologen würden sie als Beinamen der Gottheit betrachten. Auf der Passhöhe des Grossen St. Bernhards soll in vorrömischer Zeit ein altes Heiligtum des Passgottes Poeninus gestanden haben. Dieser Gott stammt nicht etwa von den Puniern, die einst Hannibal über die Alpen geführt haben, sondern laut Titus Livius war Poeninus ein einheimischer Gebirgsgott.

## Forschungsgeschichte

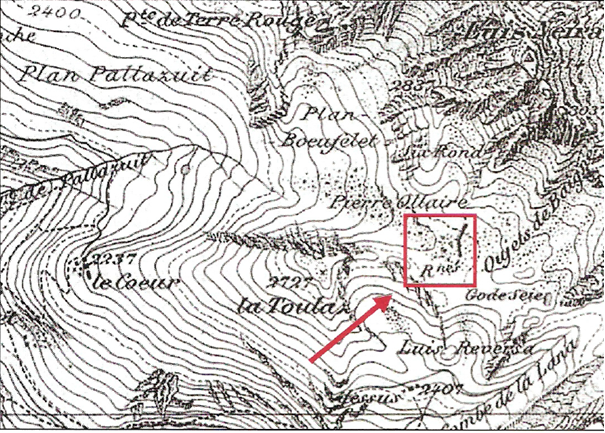
Siegfriedkarte Blatt 1:50'000 Orsières von 1878: «Mur d’Hannibal» als «Rnes» (Ruinen)

Bevor die 2011 gegründete Association de soutien aux Recherches archéologiques du Mur (dit) d’Hannibal («Verein zur Förderung der archäologischen Erforschung der sogenannten Hannibalmauer») aktiv wurde, gab es bereits verschiedene schriftliche Hinweise und Arbeiten. Dazu zählen die ersten Hinweise auf die Strukturen einer Mauer auf dem Blatt Orsières der Siegfriedkarte von 1878, die erste Erwähnung des Namens in der Gesamtstudie Réflexions à propos du mur d’Annibal von Théo Lattion, der Artikel über L’énigme du mur d’Annibal («Das Rätsel der Mur d’Annibal») von Vincent Quartier-la-Tente sowie die Beschreibung der Inschrift von Urs Schwegler.

## Ausstellung
Die Fundstelle der Mur d’Hannibal wurde im Jahr 2022 in einer Ausstellung mit dem Titel Là-haut/Da oben: Befestigte Siedlungen im Wallis, gestern und heute im Schloss Leuk präsentiert. Gezeigt wurden ein Modell der Fundstelle sowie Funde aus den archäologischen Grabungen.